# دلفين حقيقي
الدلفين الحقيقي (الاسم العلمي:†Eudelphis) هو جنس منقرض من الحيتانيات يتبع أصنوفة حيتان العنبر وأشباهها.

## أنواع الدلفين الحقيقي
- دلفين حقيقي مورتيزيلي